# وحشت در آمیتی‌ویل (فیلم ۱۹۷۹)
وحشت در آمیتی‌ویل (انگلیسی: The Amityville Horror) یک فیلم فراطبیعی ترسناک آمریکایی محصول سال ۱۹۷۹ به کارگردانی استوارت روزنبرگ است. جیمز برولین و مارگو کیدر در نقش زوج جوانی بازی می‌کنند که خانه‌ای را خریداری می‌کنند که توسط نیروهای ماوراء طبیعی جنگی تسخیر شده‌است. این فیلم بر اساس کتاب ۱۹۷۷ نوشته جی. آنسون به همین نام ساخته شده‌است و اولین ورودی از مجموعه فیلم‌های ترسناک آمیتی‌ویل است. یک بازسازی در سال ۲۰۰۵ به همین نام تولید شد.
این فیلم یک موفقیت تجاری بزرگ برای آمریکن اینترنشنال پیکچرز بود و بیش از ۸۰ میلیون دلار در ایالات متحده فروخت و تبدیل به یکی از پردرآمدترین فیلم‌های مستقل تمام دوران شد. این فیلم عمدتاً نقدهای منفی از منتقدان دریافت کرد، اگرچه برخی از محققان فیلم آن را کلاسیک ژانر ترسناک می‌دانستند. این فیلم نامزد جایزه اسکار بهترین موسیقی متن توسط آهنگساز لالو شیفرین شد و کیدر نیز نامزد جوایز ساترن برای بهترین بازیگر زن شد.

## دنباله‌ها
- وحشت در آمیتی‌ویل ۲ (۱۹۸۲)
- آمیتی‌ویل سه‌بعدی (۱۹۸۳)
- وحشت در آمیتی‌ویل ۴ (۱۹۸۹)
- نفرین آمیتی‌ویل (۱۹۹۰)
- آمیتی‌ویل: زمانش فرا رسیده‌است (۱۹۹۲)
- آمیتی‌ویل: نسل جدید (۱۹۹۳)
- خانه عروسکی آمیتی‌ویل (۱۹۹۶)
- وحشت در آمیتی‌ویل (فیلم ۲۰۰۵)
- آمیتی‌ویل: بیداری (۲۰۱۷)
- قتل‌های آمیتی‌ویل (۲۰۱۸)